# Touros
Touros é um município brasileiro do estado do Rio Grande do Norte. Tem o apelido de "esquina do Brasil" por se localizar em uma área onde o litoral brasileiro faz uma curva.

## Topônimo
A origem do topônimo "Touros" é incerta, mas há três versões a respeito do nome: a primeira indica que o nome refere-se a um rochedo situado na praia com formato da cabeça de um touro; a segunda de que o nome teria sido dado pelos portugueses, devido a grandes rebanhos de gado existentes na localidade e a última aponta que a denominação foi dada em homenagem à cidade de Tiro, posteriormente denominado "Touro".

## História

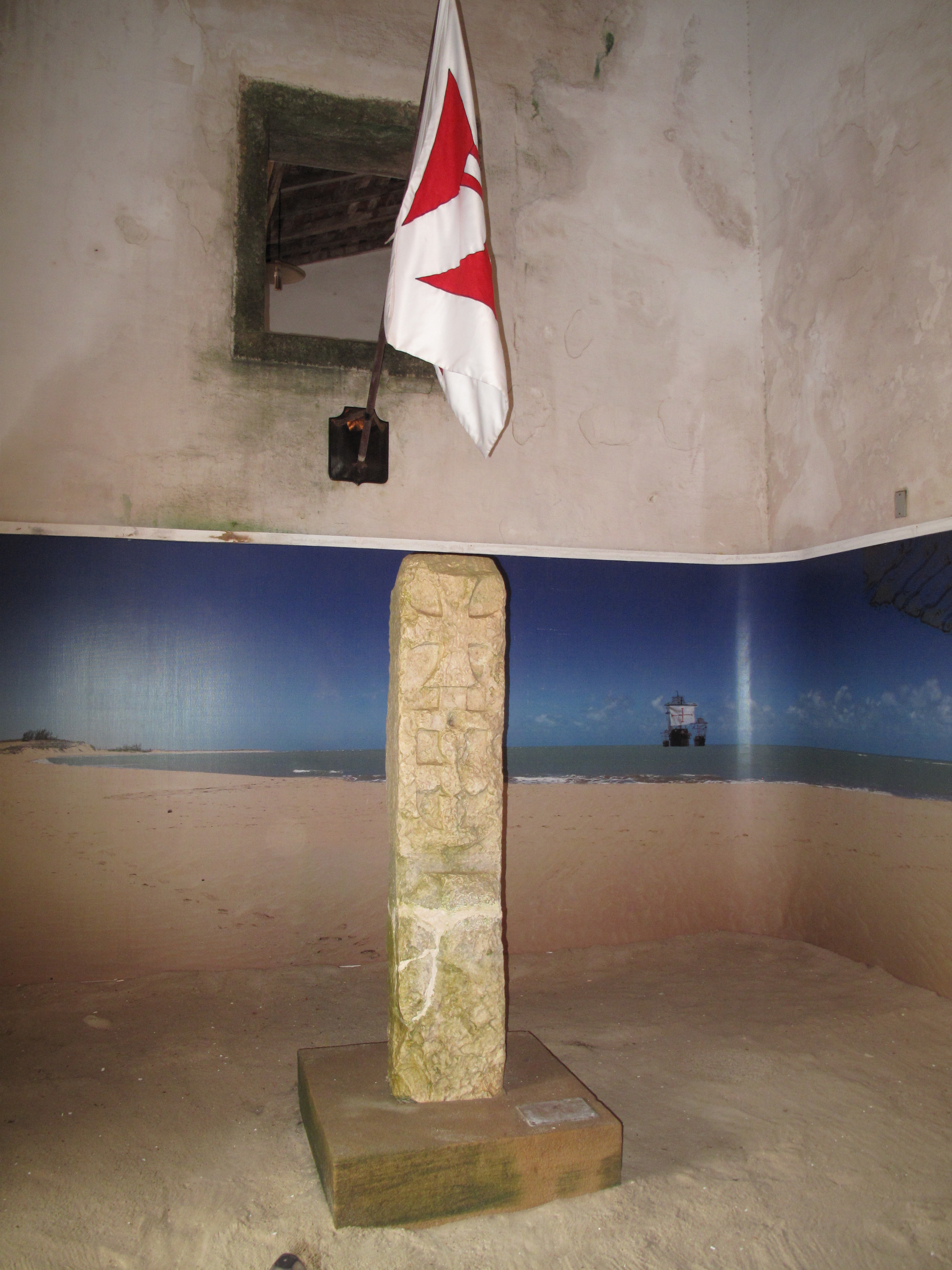
A fixação do primeiro Marco de Posse colonial da terra brasileira por Portugal ocorreu em Touros e, desde 1974, encontra-se em Natal

Em 1501, em uma expedição enviada pelo rei de Portugal, ocorreu o primeiro desembarque de colonizadores portugueses ao litoral do Rio Grande do Norte pela orla marítima, na área que hoje se encontra o limite dos municípios de Pedra Grande, e São Miguel do Gostoso. Um dos comandantes dessa expedição, Gaspar de Lemos, fixou um marco de posse colonial na praia dos Marcos, o mais antigo do Brasil, que era feito de pedra em mármore e possuía o desenho da cruzes de Malta e da Ordem de Cristo. Acredita-se que, antes mesmo da chegada dos portugueses, alguns navegadores espanhóis, como Alonso de Ojeda e Diego de Lepe, teriam chegado primeiro em terras norte-riograndenses. Há também a tese de que, pouco antes da descoberta do Brasil, Pedro Álvares Cabral tenha atingido o Rio Grande do Norte na praia de Touros.
No século XVII, em abril de 1638, um total de 1 400 homens, comandados por Luís Barbalho Bezerro, realizou o segundo desembarque português em Touros e depois partiram rumo a Salvador, na Bahia, deixando quatro canhões fixados sobre um rochedo encravado na praia de Marcos, com o objetivo de combater os holandeses. No final do mesmo século ocorreu a expansão agrícola das localidades de Ceará-Mirim e Extremoz, dando início ao processo de desenvolvimento econômico de Touros.
No século seguinte, ocorreu a fixação definitiva dos portugueses em Touros. A imagem de Bom Jesus dos Navegantes, atual padroeiro do município, de origem incerta, também chegou à localidade. Em homenagem ao santo foi erguida uma capela, cuja construção durou 22 anos. Uma grande seca ocorrida no Rio Grande do Norte na última década do século XVIII impulsionou a migração de trabalhadores agrícolas vindos do sertão para Touros.
Em 5 de setembro de 1823 o povoado de Touros foi elevado à categoria de distrito. Em 1832 foi instituída a freguesia de Bom Jesus dos Navegantes e, em 11 de abril de 1833, a Resolução do Conselho do Governo Provincial elevou Touros à categoria de vila, tornando-se município do Rio Grande do Norte, desmembrado de Ceará-Mirim, e instalado em 26 de julho do mesmo ano. A resolução foi confirmada quase dois anos depois pela lei provincial nº 21, de 27 de março de 1835.
Entre os fatos históricos do século XX, destacaram-se a construção o Farol do Calcanhar (1908); o pouso do avião Savóia-Marchetti (modelo S-64) na ponta do Calcanhar, em 1928, devido ao tempo instável e, consequentemente, à má visibilidade; a transferência do marco de posse colonial sagrado de Touros para Natal em 1974 e a construção do marco inicial da BR-101, que se estende do Rio Grande do Norte ao Rio Grande do Sul pelo litoral. Em 30 de maio de 2000, a lei estadual 7 831 instituiu o dia 7 de agosto como a data de aniversário do Rio Grande do Norte, formalizando Touros como "a porta de entrada para a criação do estado".
Quando emancipado, Touros possuía uma grande extensão territorial, com uma extensão de 180 quilômetros de praias. Com o passar do tempo, o quadro territorial do município foi sendo alterado com a criação de distritos e sua posterior emancipação por meio de lei estadual. De Touros foi desmembrado parte de João Câmara (29 de outubro de 1928) e os municípios de Maxaranguape (17 de dezembro de 1958), Pureza (5 de abril de 1963) e São Miguel do Gostoso (ex-São Miguel de Touros, em 16 de julho de 1993).

## Geografia
De acordo com a divisão do Instituto Brasileiro de Geografia e Estatística (IBGE) vigente desde 2017, Touros pertence às regiões geográficas intermediária e imediata de Natal. Até então, com a vigência das divisões em microrregiões e mesorregiões, fazia parte da microrregião do Litoral Nordeste, que por sua vez estava incluída na mesorregião do Leste Potiguar.
Banhado pelo Oceano Atlântico, Touros possui a alcunha de "esquina do Brasil" pela sua localização em uma área em que o litoral brasileiro faz uma curva, no extremo nordeste do país. Possui 34,65 km de costa, boa parte na Área de Proteção Ambiental dos Recifes dos Corais, instituída pelo decreto estadual 15 746 de 6 de junho de 2001, cobrindo dezoito mil hectares de área. Limita-se com Pureza e João Câmara a sul; Rio do Fogo a leste; São Miguel do Gostoso, Parazinho e novamente João Câmara a oeste. Ocupa uma área de 753,961 km² (1,4277% da superfície estadual), dos quais 2,748 km² constituem a área urbana. Está distante 91 km da capital estadual, Natal, e a 2 495 km da capital do país, Brasília.

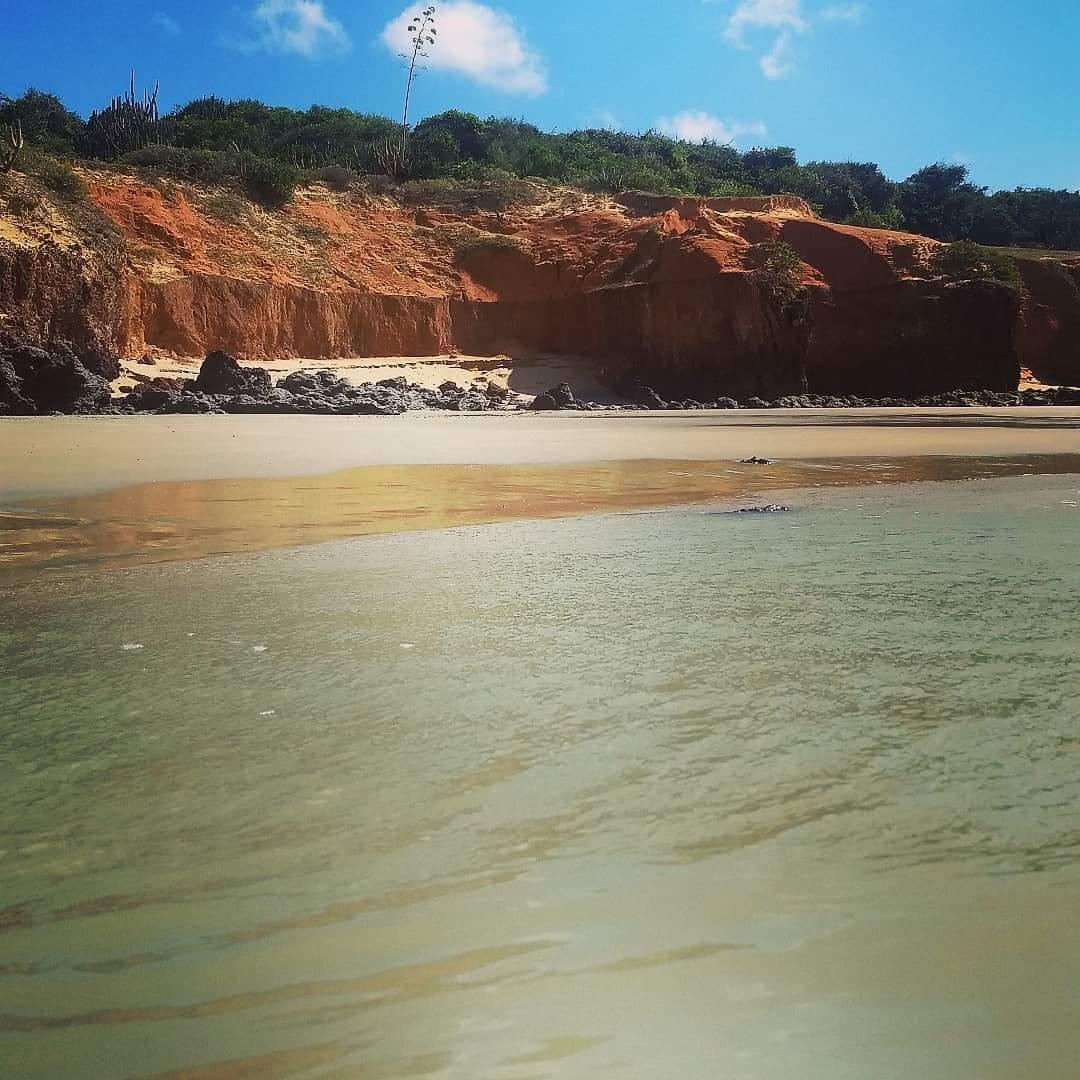
A praia de Lagoa do Sal com suas falésias

O relevo de Touros é formado pela planície costeira, caracterizado pela existência de dunas de areia formadas pela ação dos ventos. Adentrando o continente, essa planície dá lugar aos tabuleiros costeiros, também chamados de planaltos rebaixados, sendo possível ainda notar a presença da chapada da serra verde, nas áreas mais afastadas do mar, cujos terrenos são ligeiramente mais elevados que os tabuleiros. Geologicamente, a maior parte da área territorial do município é formada por sedimentos do Grupo Barreiras, constituído por sedimentos de arenitos intercalados por argilito e siltito e fragmentos de rochas cobertas por paraconglomerados de quartzo e sílex, formados durante a Idade Terciária. A exceção ocorre na porção sudoeste, que é tipicamente formada por sedimentos de calcário da formação Jandaíra, que pertence à Bacia Potiguar, do período Cretáceo.
Na pedologia, quase todo o solo tourense é constituído pelas areias quartzosas, altamente permeável e excessivamente drenado, porém bastante pobre em nutrientes e, portanto, pouco fértil. Este tipo de solo, na nova classificação brasileira de solos, é chamado de neossolo. Em pequenas áreas isoladas existem o luvissolo, o organossolo e o vertissolo, sendo os dois primeiros, na antiga classificação, denominados de podzólico vermelho-amarelo eutrófico e solo orgânico, respectivamente, enquanto o último manteve sua denominação original. A maior parte desses solos é coberta por uma vegetação xerófila de pequeno porte, a caatinga, que abrange 74% do município, estando os outros 26% no bioma da Mata Atlântica. Entre as espécies mais comuns estão o angico, a aroeira, a braúna, a catingueira, o juazeiro, o mandacaru, o marmeleiro e o umbuzeiro. Nas várzeas úmidas estão os campos de várzea, que margeiam os cursos d'água, existindo ainda a formação de praias e dunas, no litoral, e pequenas áreas de cerrado.
| Maiores acumulados de precipitação em 24 horas registrados em Touros por meses (EMPARN, 1911-2013) | Maiores acumulados de precipitação em 24 horas registrados em Touros por meses (EMPARN, 1911-2013) | Maiores acumulados de precipitação em 24 horas registrados em Touros por meses (EMPARN, 1911-2013) | Maiores acumulados de precipitação em 24 horas registrados em Touros por meses (EMPARN, 1911-2013) | Maiores acumulados de precipitação em 24 horas registrados em Touros por meses (EMPARN, 1911-2013) | Maiores acumulados de precipitação em 24 horas registrados em Touros por meses (EMPARN, 1911-2013) |
| Mês                                                                                                | Acumulado                                                                                          | Data                                                                                               | Mês                                                                                                | Acumulado                                                                                          | Data                                                                                               |
| -------------------------------------------------------------------------------------------------- | -------------------------------------------------------------------------------------------------- | -------------------------------------------------------------------------------------------------- | -------------------------------------------------------------------------------------------------- | -------------------------------------------------------------------------------------------------- | -------------------------------------------------------------------------------------------------- |
| Janeiro                                                                                            | 120,2 mm                                                                                           | 21/01/1985                                                                                         | Julho                                                                                              | 160,2 mm                                                                                           | 19/07/1974                                                                                         |
| Fevereiro                                                                                          | 145 mm                                                                                             | 18/02/1981                                                                                         | Agosto                                                                                             | 76 mm                                                                                              | 07/08/2000                                                                                         |
| Março                                                                                              | 128,2 mm                                                                                           | 27/03/1988                                                                                         | Setembro                                                                                           | 82 mm                                                                                              | 13/09/1999                                                                                         |
| Abril                                                                                              | 143,2 mm                                                                                           | 18/04/1983                                                                                         | Outubro                                                                                            | 32,2 mm                                                                                            | 01/01/1919                                                                                         |
| Maio                                                                                               | 134,4 mm                                                                                           | 16/05/1942                                                                                         | Novembro                                                                                           | 50,2 mm                                                                                            | 24/11/1986                                                                                         |
| Junho                                                                                              | 158,1 mm                                                                                           | 08/06/1954                                                                                         | Dezembro                                                                                           | 173,4 mm                                                                                           | 20/12/1997                                                                                         |

Touros possui sua área incluída nos domínios da bacia hidrográfica do rio Boqueirão e das faixas litorâneas de escoamento difuso. Cortam o município diversos cursos d'água, entre os quais o rio Maceió, o único que passa pela zona urbana. Outros rios são: Curicacas, Maxaranguape, Tatu, das Piranhas, Punaú e Santa Luzia. Os principais riachos são Arrepiado, Carro Quebrado, Colônia, Córregos, d'Água e Maxaranguape, existindo ainda numerosas lagoas, das quais a principal é lagoa do Boqueirão, com capacidade para 11 074 800 m³, cobrindo 208,94 ha.
Touros possui clima tropical chuvoso com verão seco (ou subúmido) no litoral, com índice pluviométrico anual acima dos 800 milímetros (mm), e semiárido mais para o interior do município, com índices abaixo dos 800 mm/ano. As chuvas se concentram nos meses de março a julho. De acordo com dados da Empresa de Pesquisa Agropecuária do Rio Grande do Norte (EMPARN), desde 1911 o maior acumulado de precipitação em 24 horas foi de 173,4 mm em 20 de dezembro de 1997. Acumulados iguais ou superiores a 150 mm também ocorreram em 19 de julho de 1974 (160,2 mm) e 8 de junho de 1954 (158,1 mm). Desde novembro de 2019, quando entrou em operação uma estação meteorológica automática da EMPARN em Touros, as temperaturas variaram de 19,7 °C em 14 de julho de 2020 a 33,7 °C em 9 de abril do mesmo ano.
| Dados climatológicos para Touros                                                                      | Dados climatológicos para Touros | Dados climatológicos para Touros | Dados climatológicos para Touros | Dados climatológicos para Touros | Dados climatológicos para Touros | Dados climatológicos para Touros | Dados climatológicos para Touros | Dados climatológicos para Touros | Dados climatológicos para Touros | Dados climatológicos para Touros | Dados climatológicos para Touros | Dados climatológicos para Touros | Dados climatológicos para Touros |
| Mês                                                                                                   | Jan                              | Fev                              | Mar                              | Abr                              | Mai                              | Jun                              | Jul                              | Ago                              | Set                              | Out                              | Nov                              | Dez                              | Ano                              |
| --- | -------------------------------- | -------------------------------- | -------------------------------- | -------------------------------- | -------------------------------- | -------------------------------- | -------------------------------- | -------------------------------- | -------------------------------- | -------------------------------- | -------------------------------- | -------------------------------- | -------------------------------- |
| Temperatura máxima recorde (°C)                                                                       | 32,9                             | 32,9                             | 33,5                             | 33,7                             | 33,3                             | 32,4                             | 31,9                             | 31,3                             | 31,7                             | 32,3                             | 32,4                             | 33,4                             | 33,7                             |
| Temperatura mínima recorde (°C)                                                                       | 22,4                             | 22,9                             | 22,3                             | 22                               | 21,4                             | 20,9                             | 19,7                             | 19,9                             | 20                               | 21,7                             | 22,3                             | 23                               | 19,7                             |
| Precipitação (mm)                                                                                     | 40,3                             | 93,4                             | 150,1                            | 204,9                            | 168,1                            | 180,3                            | 129,2                            | 53,1                             | 25,4                             | 7,3                              | 8,8                              | 15,2                             | 1 076,1                          |
| Fonte: EMPARN (climatologia de precipitação: 1910-2010; recordes de temperatura: 07/11/2019-presente) |                                  |                                  |                                  |                                  |                                  |                                  |                                  |                                  |                                  |                                  |                                  |                                  |                                  |

## Demografia
No censo demográfico de 2022, Touros possuía 33 035 habitantes, sendo o décimo-sexto mais populoso do Rio Grande do Norte e o 997° do Brasil, a maior patota (65%) residindo na zona rural. Da população total, 50,56% eram do sexo masculino e 49,44% do sexo feminino, resultando em uma razão aproximada de 102 homens para cada cem mulheres. Em relação à faixa etária, 68,56% tinham entre 15 e 64 anos, 22,63% menos de quinze anos e 8,81% acima dos 65 anos. A densidade demográfica era de 43,8 hab/km².
Na pesquisa de autodeclaração do censo, 65,03% eram pardos, 29,93% brancos, 3,94% pretos, 1% amarelo e 0,01% indígena. Todos os habitantes eram brasileiros natos, dos quais 69,26% naturais do próprio município, dos 96,01% nascidos no estado. Dentre os naturais de outras unidades da federação, os estados com maior percentual de residentes eram Paraíba (1,55%), Pernambuco (0,84%) e São Paulo (0,65%), havendo ainda pessoas naturais de outros oito estados mais o Distrito Federal.

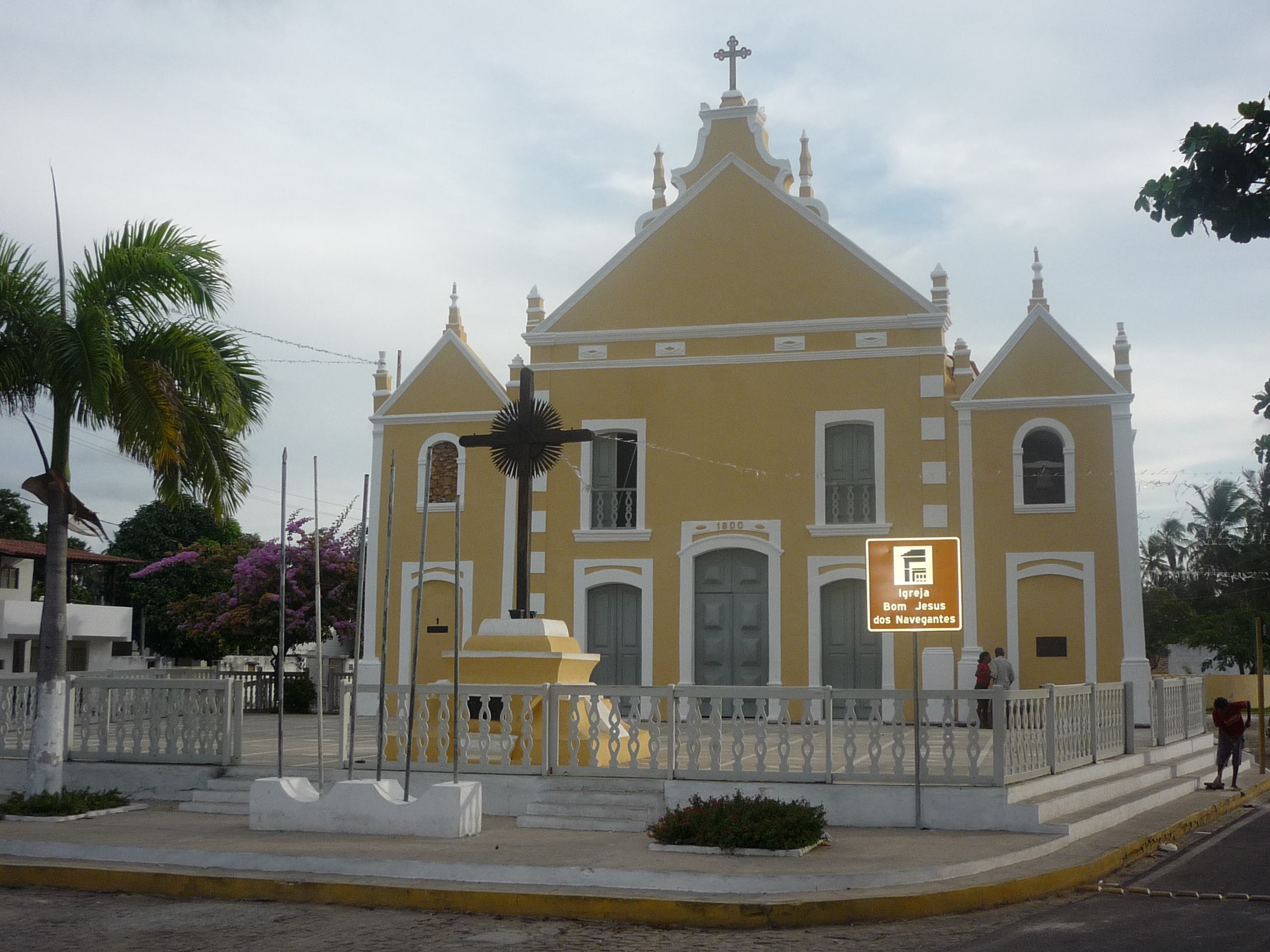
Igreja Matriz de Bom Jesus dos Navegantes (2010), padroeiro de Touros

Ainda segundo o mesmo censo, 72,10% dos habitantes eram católicos apostólicos romanos, 19,85% evangélicos e 4,78% declararam não seguir nenhuma religião, enquanto outras denominações somavam 3,27%. Na Igreja Católica, Touros pertence à Arquidiocese de Natal e seu padroeiro é Bom Jesus dos Navegantes, cuja igreja foi construída entre 1778 e 1800 e elevada à categoria de matriz em 5 de setembro de 1832, data de criação da freguesia. Existem também os mais diversos credos protestantes ou reformados, sendo a maior denominação a Assembleia de Deus (13,40% dos habitantes).
O Índice de Desenvolvimento Humano (IDH-M) do município é considerado baixo, de acordo com dados do Programa das Nações Unidas para o Desenvolvimento (PNUD). Segundo dados do relatório de 2010, divulgados em 2013, seu valor era 0,572, ocupando a 145ª posição no Rio Grande do Norte (em 167 municípios) e a 4 802ª do Brasil (em 5 565 municípios). Considerando-se apenas o índice de longevidade, seu valor é 0,716, o valor do índice de renda é 0,562 e o de educação 0,466. Em 2010, 56,3% da população viviam acima da linha de pobreza, 21,75% entre as linhas de indigência e de pobreza e 21,95% abaixo da linha de indigência. No mesmo ano, os 20% mais ricos eram responsáveis por 54,85% do rendimento total municipal, enquanto os 20% mais pobres apenas 2,61%, sendo o índice de Gini igual a 0,52.

## Política
A administração municipal pelos poderes executivo, exercido pelo prefeito, auxiliado pelo seu gabinete de secretários, e legislativo, representado pela câmara municipal, formada por treze vereadores. Dentre as atribuições do legislativo estão a elaboração e a votação de leis fundamentais à administração e ao executivo, especialmente o orçamento municipal, a chamada lei de diretrizes orçamentárias. Tanto o prefeito quanto os vereadores são eleitos pelo voto direto para mandatos de quatro anos. O município se rege por lei orgânica, promulgada em 3 de abril de 1990 e atualizada por emendas posteriores.
Existem também alguns conselhos municipais em atividade: Alimentação Escolar, Assistência Social, Cultural, Defesa Civil, Desenvolvimento Rural, Direitos da Criança e do Adolescente, Direitos do Idoso, Educação, Habitação, Saúde, Segurança Pública, Transporte e Tutelar. Touros possui uma comarca do poder judiciário estadual, de entrância inicial, cujos termos são Rio do Fogo e São Miguel do Gostoso. Pertence à décima-quarta zona eleitoral do Rio Grande do Norte, possuindo, em Abril de 2025, 27 655 eleitores, de acordo com o Tribunal Superior Eleitoral (TSE), equivalente a 1,041% do eleitorado potiguar.

## Subdivisões
O município de Touros é formado pela zona urbana, onde se localiza a sede ou cidade, a cidade e dividida por Bairros que são eles, Esquina do Brasil, Portal de Touros, Conjunto Calcanhar, Frei Damião, Centro, Largo de Nossa Senhora, e Novo Horizonte, Na zona rural são outras 44 comunidades rurais: Arribão, Areias, Assentamento Aracati, Assentamento Astral, Assentamento Baixa Funda, Assentamento Canudos, Assentamento Colorado, Assentamento Chico Mendes I, Assentamento Chico Mendes II, Assentamento Coelho, Assentamento Planalto do Retiro, Assentamento Nossa Senhora Aparecida, Assentamento São Sebastião, Assentamento Santo Antônio, As cem, Santo Antônio, Baixa do Quinquim, Baixa do Baião, Boa Cica, Boqueirão, Caiana, Cajá, Cajueiro, Carnaubal, Carnaubinha, Gameleira, Geral, Golandim, Lagoa do Mato, Lagoa de Serra Verde, Lagoa do Sal, Monte Alegre, Perobas, Pororoca, Redenção, Santa Luzia, São José, Souza,Tubiba, Vila Assis, Vila Israel, Vila Mayne, Ubaieira, e Zabelê (Antigo Assentamento Quilombo dos Palmares).
[carece de fontes?]

## Economia

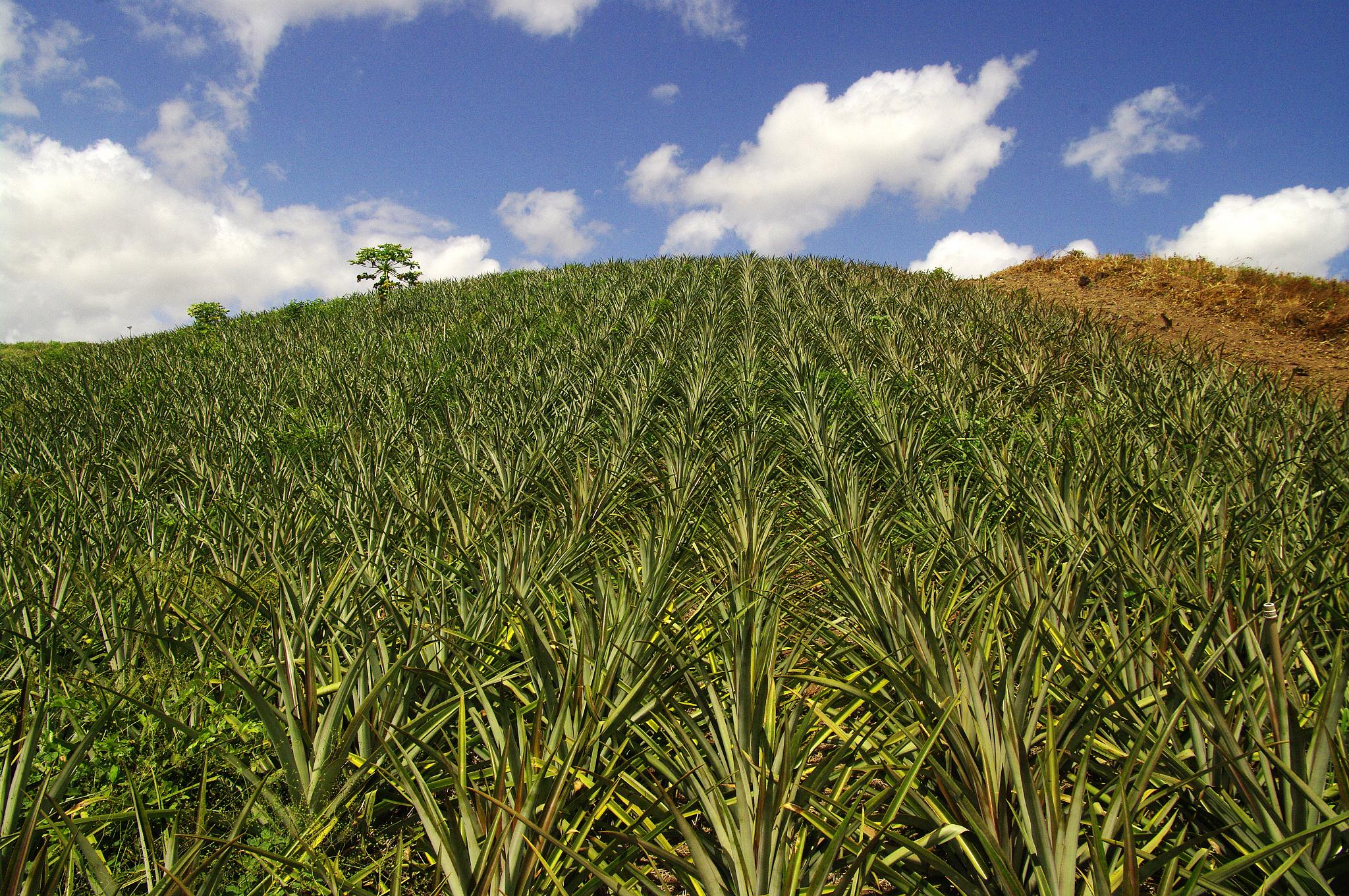
Touros é o maior produtor de abacaxi do Rio Grande do Norte e o terceiro do país

Conforme dados de 2011, o Produto Interno Bruto (PIB) de Touros era de R$ 236 308 mil, sendo R$ 57 272 mil do setor primário, R$ 14 029 mil do setor secundário, R$ 135 384 do setor terciário e 29 623 mil de impostos sobre produtos líquidos de subsídios a preços correntes. O PIB per capita era de R$ 7 541,10. 61,1% da população maior de dezoito anos era economicamente ativa, enquanto que a taxa de desocupação era de 6,68% (2010).
Na agricultura, Touros produziu, na lavoura permanente de 2012, coco-da-baía (dezoito mil frutos), banana (15 900 t), mamão (12 000 t), castanha de caju (700 t) e manga (450 t). Já na lavoura temporária foram produzidos abacaxi (87,1 mil frutos), mandioca (18 000 t) e cebola (900 t). Na pecuária, Touros possuía 85 900 galináceos (galos, frangas, frangos e pintos), 10 500 galinhas, 7 287 bovinos, 1 405 suínos, 1 320 caprinos, 681 asininos, 385 equinos e oitenta muares. Também foram produzidos 2 678 mil litros de leite de 2 400 vacas ordenhadas e 95 mil dúzias de ovos de galinha.
Na indústria, Touros possuía, em 2010, 8,41% do pessoal ocupado acima de dezoito anos trabalhando no setor industrial, sendo 5,22% na construção civil, 1,95% na indústria de transformação e 1,24% nos serviços de utilidade pública. Segundo o IBGE, na extração vegetal de 2011 foram produzidos 1 150 metros cúbicos de lenha e duas toneladas de carvão vegetal. No setor terciário, 27,8% trabalhavam na prestação de serviços e 11,98% no setor comercial. Salários, juntamente com outras remunerações, somavam 24 389 mil reais e o salário médio mensal de todo município era de 1,8 salários mínimos. Havia 318 unidades locais, sendo 316 atuantes.

## Infraestrutura

### Saúde
Segundo dados de 2009, Touros possuía quatorze estabelecimentos de saúde, sendo treze públicos e um privado e treze deles prestando atendimento ao Sistema Único de Saúde (SUS). Existiam vinte leitos para internação, todos públicos e de caráter municipal. O município pertence à III Unidade Regional de Saúde Pública do Rio Grande do Norte (URSAP-RN), sediada em João Câmara, e possui o Hospital Municipal Ministro Paulo de Almeida Machado, localizado no Centro, contando com serviços de atendimento ambulatorial, urgência e emergência, leitos nas especialidades de cirurgia, clínica, obstetrícia, pediatra e serviços especializados.
Em 2010, existiam 43 médicos, 29 auxiliares de enfermagem, 22 enfermeiros, dezoito cirurgiões-dentistas, seis nutricionistas, cinco farmacêuticos, quatro técnicos de enfermagem, três fisioterapeutas, um psicólogo, um fonoaudiólogo e um assistente social, totalizando 133 profissionais de súde. No mesmo ano, a expectativa de vida ao nascer era de 71,1 anos, a taxa de mortalidade infantil era de 23,6 por mil nascimentos e a taxa de fecundidade era de 2,3 filhos por mulher. Segundo dados do Ministério da Saúde, dezesseis casos de AIDS foram registrados em Touros entre 1987 e 2012 e, entre 2001 e 2011, foram notificados 654 casos de doenças transmitidas por mosquitos, sendo 627 de dengue e 27 de leishmaniose.

### Educação
O fator "educação" do IDH no município atingiu em 2010 a marca de 0,466, ao passo que a taxa de alfabetização da população acima dos dez anos indicada pelo último censo demográfico do mesmo ano foi de 73% (77,7% para as mulheres e 68,6% para os homens). No mesmo ano, 97,23% das crianças de cinco a seis anos na escola (89,47% de quatro a cinco anos na pré-escola), 78,7% entre onze a treze anos concluindo o ensino fundamental, 39,62% com fundamental completo de quinze e dezessete anos e 14,83% com ensino médio completo entre os dezoito e os vinte anos.
Considerando-se apenas a faixa etária de 25 anos ou mais, 38,25% dos habitantes não sabiam ler ou escrever, 25,27% tinham fundamental completo, 13,60% o médio completo e apenas 2,78% ensino superior. Ainda em 2010, Touros possuía uma expectativa de 8,77 anos de estudos, valor inferior comparado à média estadual, de 9,54 anos. Dados mais recentes, de 2019, apontaram que no município havia uma defasagem (distorção idade-série) de 19,8% nos anos iniciais do ensino fundamental (1ª à 4ª série) e 48% nos anos finais (5ª à 8ª série), chegando 56,5% no ensino médio.
No censo escolar de 2023 Touros possuía uma rede de 34 escolas de ensino fundamental (com 236 docentes), 32 do pré-escolar (103 docentes) e três de ensino médio (46 docentes), a maioria pública e da rede municipal, com um total de 6 446 matrículas. No ensino superior, possui apenas uma unidade do Instituto Federal do Rio Grande do Norte (IFRN).

### Saneamento
O serviço de abastecimento de água de Touros é feito pelo Serviço Autônomo de Água e Esgoto (SAAE) e a concessionária responsável pelo fornecimento de energia elétrica é a Companhia Energética do Rio Grande do Norte (COSERN), do Grupo Neoenergia, presente em todos os municípios do estado. A voltagem nominal da rede é de 220 volts. Em 2010, o município possuía 86,28% de seus domicílios com água encanada, 99,06% com eletricidade e 56,88% com coleta de lixo.
Na última Pesquisa Nacional de Saneamento Básico (PNSB), realizada em 2017, Touros possuía uma rede de abastecimento de água com 39 km de tubulações que abasteciam 7 801 ligações ou economias, dos quais 7 689 residenciais. Em média eram tratados 901 m³/dia de água, sendo que apenas 310 m³ chegavam aos locais de consumo, resultando em um índice de perdas de 65,6%. O índice de consumo per capita chegava a 476,2 litros diários por economia. Por outro lado, a rede de esgotamento sanitário tinha apenas dois quilômetros de extensão, do qual eram ligadas 659 economias, 620 destas residenciais.

### Comunicação e transporte

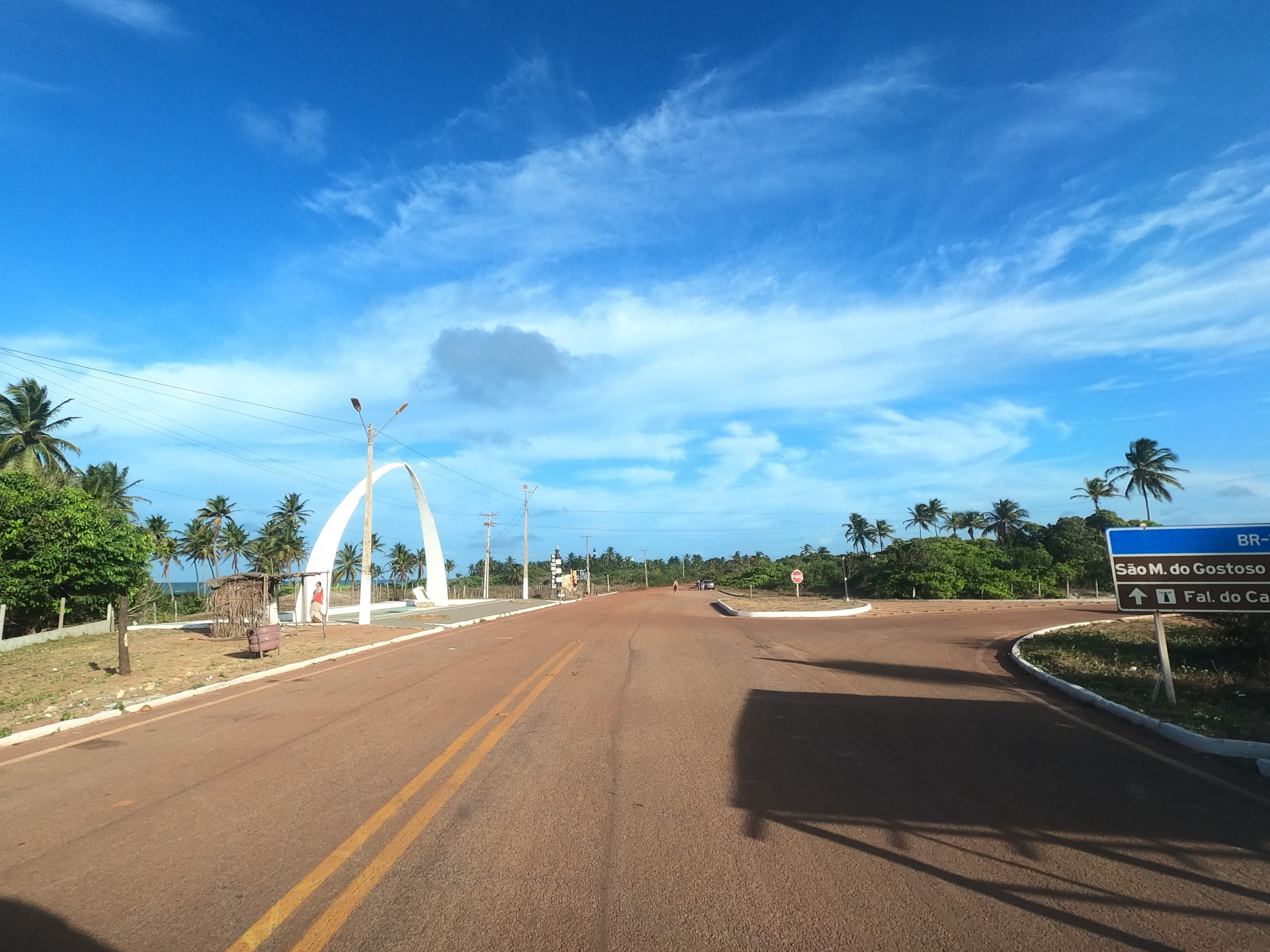
Marco zero da BR-101, próximo ao farol do Calcanhar

O código de área (DDD) de Touros é 084 e o principal Código de Endereçamento Postal (CEP) principal é 59584-000. Há cobertura de quatro operadoras de telefonia: Claro, TIM Vivo, e Brisanet, sendo a Brisanet a única operadora que abrange sua cobertura na Zona Rural do município como nos distritos, que ficam mais longe da sede com tecnologia apenas 4G, as demais operadoras utilizam tecnologia 2G 3G e 4G. com cobertura apenas na sede do município e em parte do litoral como as praias de Carnaubinha e Perobas. Em 2010, de acordo com o IBGE, 59,14% dos domicílios tinham apenas telefone celular, 5,98% celular e telefone fixo, 1,93% apenas o fixo e 32,95% não possuíam nenhum.
A frota municipal no ano de 2024 era de 4 309 motocicletas, 2 896 automóveis, 983	caminhonetes, 487 motonetas, 210 caminhões, 158 ciclomotores, 165 camionetas, 122 utilitários, 70 ônibus, 70 reboques, 45 micro-ônibus, 23 semirreboques, 3 triciclos, 8 caminhão-trator e um trator de rodas, totalizando 9 550 veículos. No transporte rodoviário, em Touros tem início a maior rodovia federal do Brasil, a BR-101, oficialmente Rodovia Governador Mário Covas que, com mais de 4 700 km de extensão, estende-se até São José do Norte, no Rio Grande do Sul, percorrendo todo o litoral oriental brasileiro. Também cortam Touros as rodovias estaduais RN-023, RN-064 e RN-221.

## Cultura
A responsável pela atuação do setor cultural de Touros é a Secretaria Municipal de Educação e Cultura, que possui várias atribuições, entre elas gerir a política das atividades educacionais no município, organizar a política de cultura e lazer da população, induzir a conservação da proteção patrimônio artístico-histórico-cultural de Touros, planejar a política de esportes, entre outros.
Em Touros há, além dos feriados nacionais, estaduais e pontos facultativos, quatro feriados municipais, sendo eles os dias 2 de janeiro, dia de Bom Jesus dos Navegantes, padroeiro de Touros; 27 de março, dia em que o município festeja sua emancipação política; 29 de junho, dia de São Pedro e o dia 5 de setembro, dia de criação da paróquia de Touros.

### Atrativos naturais e culturais

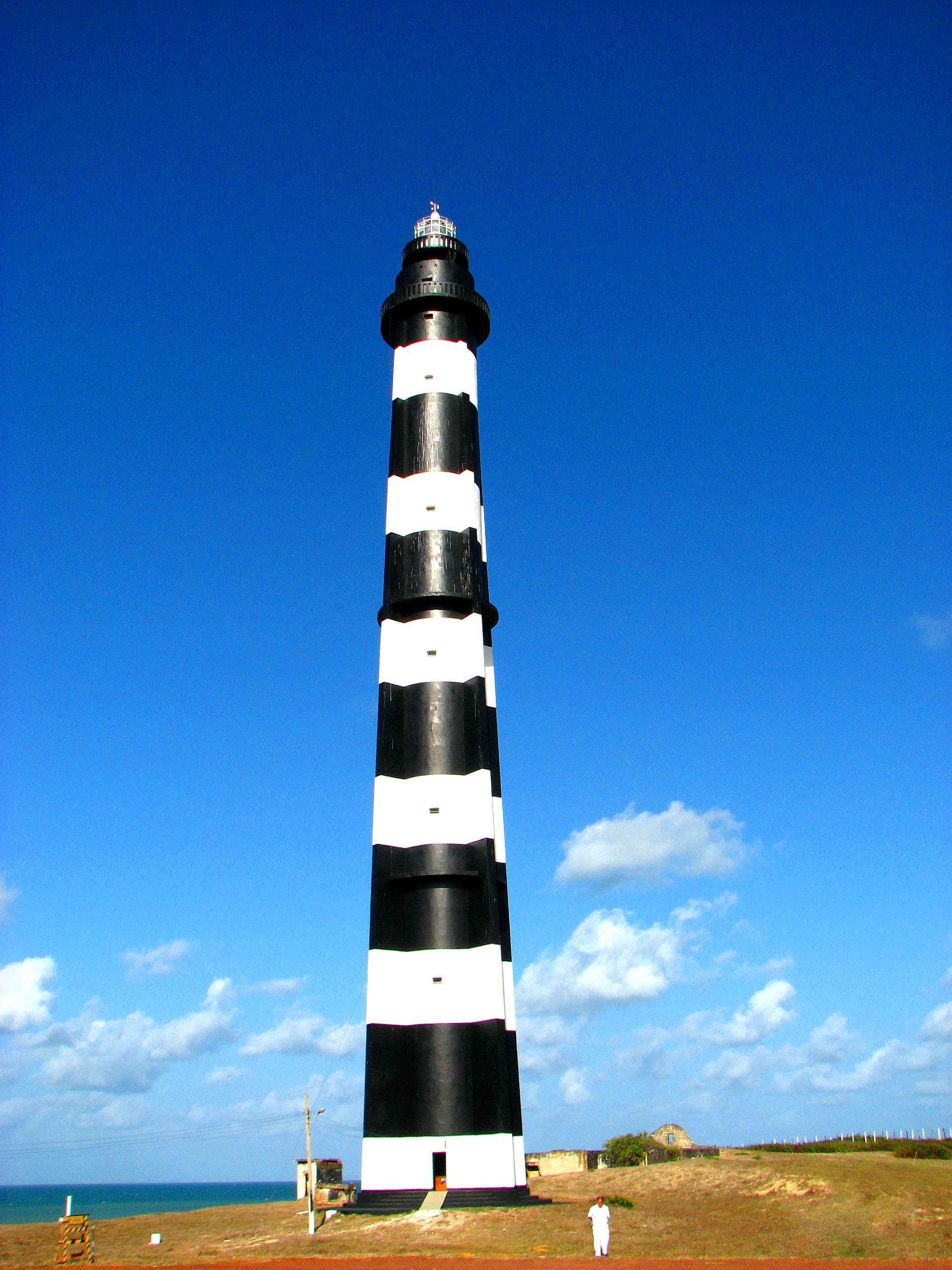
Farol do Calcanhar, o segundo maior do Brasil

Touros possui diversos atrativos turísticos espalhados por seu território. Entre eles estão, além das praias e do Marcos de Touros:
- o Farol do Calcanhar, localizada na ponta de mesmo nome, a seis quilômetros da sede municipal, possui 62 metros de altura e é o segundo maior farol da América Latina[89], foi construído no ano de 1908 e reformado em 1945, ao fim da Segunda Guerra Mundial;
- a Igreja Matriz de Bom Jesus dos Navegantes, sede da paróquia de Touros e pertencente à Arquidiocese de Natal, construída inicialmente como capela entre 1778 e 1800 e posteriormente elevada à categoria de matriz, abrigando a imagem do padroeiro municipal, possivelmente achada no final do século XVIII nas águas de um rio que banha Touros;
- o Cruzeiro das Almas, erguido na década de 1850 no antigo cemitério de Touros, quando houve uma grande epidemia de cólera no povoado que matou um terço da população local;
- o marco da BR-101, obra do arquiteto Oscar Niemeyer;
- a formação rochosa do Tourinho, que possivelmente teria dado o nome ao atual município.

Outros importantes pontos turístico são o Centro de Turismo, a Lagoa de Boqueirão, o Museu de Touros e as praias de Perobas, Carnaubinha, Monte Alegre, Lagoa do Sal, São José e Cajueiro.
Dentre os atrativos culturais realizados durante ao longo do ano estão a festa do padroeiro Bom Jesus dos Navegantes, em janeiro; o Carnaval, realizado em data móvel (fevereiro ou março) com foliões e apresentações de bandas musicais; a festa de emancipação política, em 27 de março e as festas juninas, em junho.